# La figlia del cenciauolo
La figlia del cenciauolo è un cortometraggio muto del 1907 diretto da Mario Caserini e da Gaston Velle.

## Distribuzione
- Francia: febbraio 1909, come "Fille du chiffonnier"
- Germania: "Die Tochter des Lumpensammlers"
- Italia, 1907
- USA: 14 agosto 1907, come "The Barber's Daughter" e poi, il 13 giugno 1908, come "The Ragpicker's Daughter"